# Lew Poługajewski
Lew Abramowicz Poługajewski, ros. Лев Абрамович Полугаевский (ur. 21 listopada 1934 w Mohylewie, zm. 30 sierpnia 1995 w Paryżu) – szachista i teoretyk radziecki, arcymistrz od 1962 r., pretendent do tytułu mistrza świata w szachach.

## Kariera szachowa
Reprezentował barwy ZSRR na siedmiu olimpiadach szachowych, w latach 1966–1984. Siedmiokrotnie zdobył wraz z drużyną olimpijskie medale (6 złotych oraz 1 srebrny). Oprócz tego, trzykrotnie zdobył medale srebrne i raz brązowy za osiągnięte wyniki indywidualne. W swoim dorobku posiada również 9 złotych medali zdobytych (w latach 1961–1989) na drużynowych mistrzostwach Europy: 6 drużynowych oraz 3 indywidualne. Był dwukrotnym mistrzem ZSRR w szachach (w latach 1967 i 1968). W swojej karierze szachowej zwyciężył w kilkudziesięciu turniejach międzynarodowych, m.in. w:
- Mariánskich Láznach (1959),
- Mar del Plata (1962, 1971),
- Bad Liebenstein (1963, wspólnie z Aivarsem Gipslisem),
- Soczi (1963, 1974 oraz 1976, wspólnie z Jewgienijem Swiesznikowem),
- Sarajewie (1964, turniej Bosna, wspólnie z Wolfgangiem Uhlmannem),
- Budapeszcie (1965, wspólnie z Markiem Tajmanowem i Laszlo Szabo oraz 1975, wspólnie z Zoltanem Riblim),
- Beverwijk (1966, turniej Hoogovens),
- Belgradzie (1969, wspólnie z Milanem Matuloviciem, Svetozarem Gligoriciem i Borislavem Ivkovem),
- Amsterdamie (1970, 1972, turnieje IBM),
- Skopje (1971),
- Kisłowodzku (1972),
- Solingen (1974, wspólnie z Lubomirem Kavalkiem),
- Wijk aan Zee (1979, turniej Hoogovens),
- Manili (1982, wspólnie z Erikiem Lobronem),
- Haninge (1988),
- Reykjaviku (1990, wspólnie m.in. z Siergiejem Dołmatowem, Rafaelem Waganianem i Yasserem Seirawanem).

W latach 70. i 80. należał do ścisłej światowej czołówki, trzykrotnie kwalifikując się do meczów pretendentów oraz przez siedem cykli z rzędu biorąc udział w turniejach międzystrefowych:
Wyniki w turniejach międzystrefowych:
- Palma de Mallorca 1970, miejsce IX-X[2]
- Petropolis 1973, miejsce II-IV, awans do meczów pretendentów (po barażu w Portoroż w 1973)[3]
- Manila 1976, miejsce II-III, awans do meczów pretendenckich[4]
- Ryga 1979, miejsce II, awans do meczów pretendenckich[5]
- Toluca 1982, miejsce IV-VII[6]
- Biel 1985, miejsce VII-IX[7]
- Zagrzeb 1987, miejsce VIII-XI[8]

Wyniki w meczach pretendentów:
- 1974 – w I rundzie (1/8 finału) przegrał w Moskwie 2½ – 5½ z Anatolijem Karpowem[9]
- 1977 – w I rundzie (1/8 finału) pokonał w Lucernie 6½ – 5½ Henrique Meckinga, zaś w II rundzie (1/4 finału) przegrał w Evian-les-Bains 4½ – 8½ z Wiktorem Korcznojem[10]
- 1980 – w I rundzie (1/8 finału) pokonał w Ałma-Acie 5½ – 2½ Michaiła Tala, zaś w II rundzie (1/4 finału) przegrał w Buenos Aires 6½ – 7½ z Wiktorem Korcznojem[11].

Najwyższy ranking osiągnął 1 lipca 1972 r., z wynikiem 2645 punktów dzielił wówczas 3-4. miejsce (za Robertem Fischerem i Borysem Spasskim, wspólnie z Tigranem Petrosjanem) na światowej liście FIDE.